# Kofs
Kofs, pseudonimo di Foued Nabba (Marsiglia, 1º gennaio 1990), è un rapper, cantante e attore francese di origine algerina.

## Biografia
Foued Nabba nasce e cresce a Marsiglia in una famiglia di origine algerina. Si appassiona all'hip hop ascoltando artisti come Salif, Alibi Montana e gli IAM.

## Carriera
Inizia a scrivere le sue prime canzoni all'età di 16 anni, pubblicandone alcune su Internet. Il suo timbro di voce particolare convince un produttore a portarlo in studio, dove registra i singoli Paradis, Maitre Cohen e Génèse. Il 16 novembre 2018 pubblica il suo primo album, V, sotto l'etichetta Capitol Music France, che gli permette di aquisire notorietà.
Dopo due anni di pausa, ritorna il 21 febbraio 2020 con il secondo album, intitolato Santé & Bonneur. Esso si compone di 16 tracce e contiene le collaborazioni di rapper come Kaaris, Alonzo e Kamelancien. Nello stesso anno, partecipa a diversi brani contenuti nel mixtape di Jul 13 organisé, che riunisce più di 50 rapper marsigliesi.
Il 3 febbraio 2023 è la volta del terzo album, dal titolo Matrixé, che vede la partecipazione di Jul, Soolking, Lacrim, Hatik, ElGrandeToto e molti altri. Il suo quarto album, Après minuit, esce il 19 gennaio 2024.

### Carriera da attore
Nel 2016, il regista Karim Dridi gli offre il ruolo di Réda nel film Chouf. Esso viene proiettato alle Giornate cinematografiche di Cartagine. In seguito compare anche in BAC Nord del regista Cédric Jimenez. Appare anche in altre opere come Vita nella banlieue 2 di Kery James.

## Discografia

### Album in studio
- 2018 – V
- 2020 – Santé & Bonneur
- 2023 – Matrixé
- 2024 – Après minuit
- 2025 – Mon école

### EP
- 2018 – Kofs

## Filmografia

### Film
- 2016 – Chouf di Karim Dridi
- 2017 – Santa et Cie di Alain Chabat
- 2018 – Paul Sanchez est revenu ! di Patricia Mazuy
- 2021 – BAC Nord di Cédric Jimenez
- 2023 – Il profumo dell'oro di Jérémie Rozan
- 2023 – Vita nella banlieue 2 di Leïla Sy e Kery James
- 2023 – Le ladre di Mélanie Laurent

### Serie TV
- 2018 – Leo Mattei - Unità Speciale
- 2021 – Validé di Franck Gastambide (stagione 2)
- 2023 – Lupin (stagione 3, episodio 3)
- 2023 – Pax massilia di Olivier Marchal
- 2023 – D'argent et de sang di Xavier Giannoli
- 2024 – Mercato di David Hourrègue